# Potôčky
Potôčky est un village de Slovaquie situé dans la région de Prešov.

## Histoire
Première mention écrite du village en 1551.

## Démographie

### Évolution de la population
| Année:               | 1994. | 2004.   | 2014. | 2024.    |
| -------------------- | ----- | ------- | ----- | -------- |
| Nombre de personnes: | 74    | 70      | 63    | 71       |
| Différence:          |       | -5,40 % | -10 % | +12,69 % |

| Année:               | 2023. | 2024. |
| -------------------- | ----- | ----- |
| Nombre de personnes: | 71    | 71    |
| Différence:          |       | +0 %  |